# Système Boehm
Pour les articles homonymes, voir Boehm.
Cet article possède un paronyme, voir Système Boehm réformé.

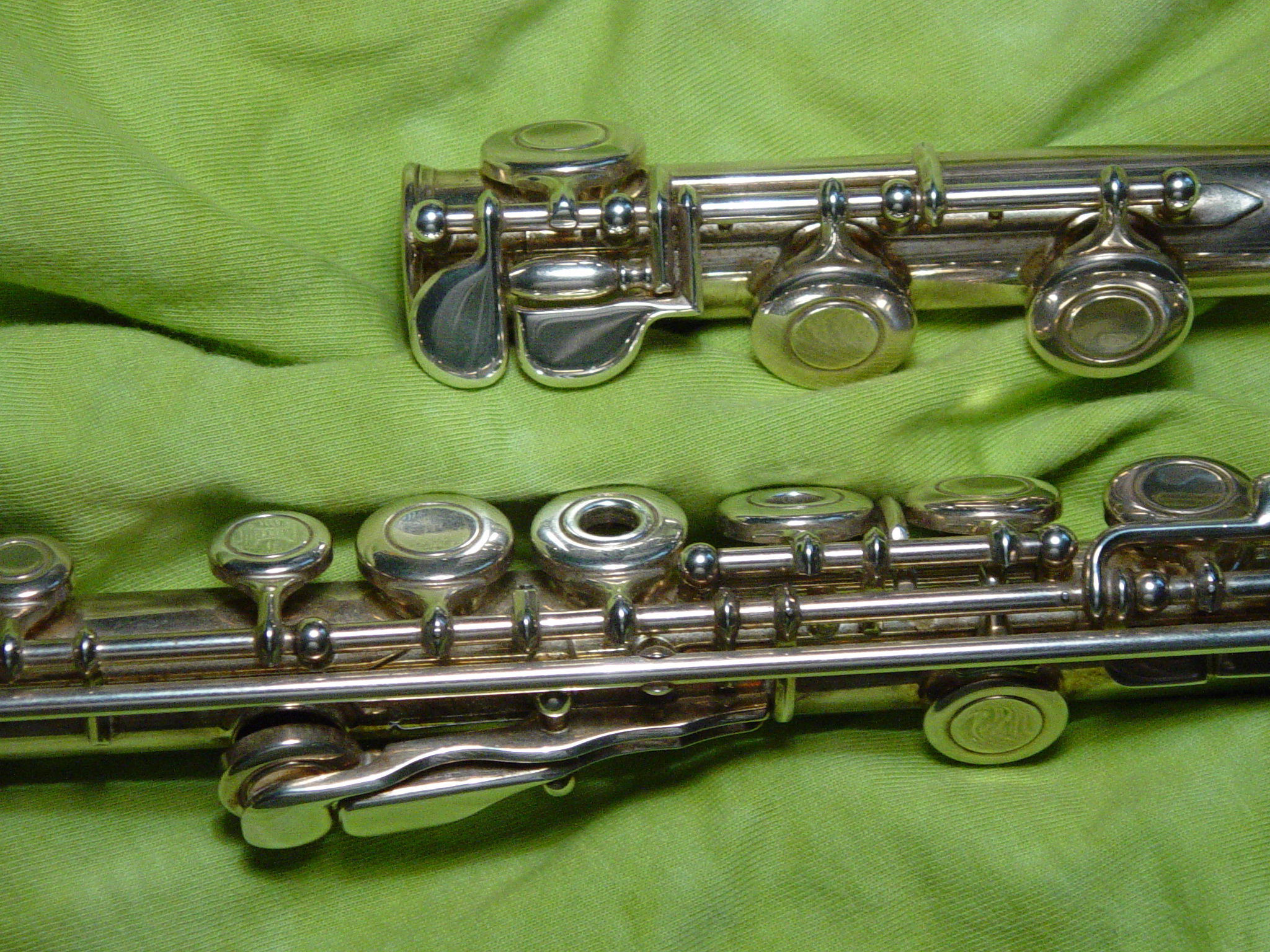
Détail de clefs de flûte en système Boehm.

Le système Boehm est un système de clés pour les flûtes, créé par le flûtiste et inventeur bavarois Theobald Boehm entre 1831 et 1847. Il facilite les doigtés grâce à un système d'anneaux mobiles.

## Système Boehm pour les flûtes

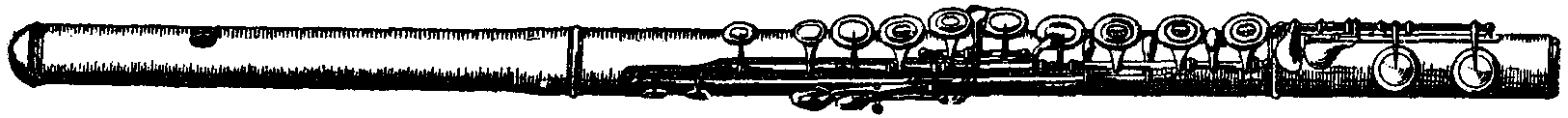
Système Boehm sur une flûte - Encyclopædia Britannica, 1911

Avant l'apparition du système Boehm, les flûtes étaient la plupart du temps en bois, avec une perce inversement conique, huit clefs, et des trous de petite taille facilement couverts par le bout des doigts. Boehm fut inspiré dans son travail par un concert donné à Londres en 1831 par Charles Nicholson (en), qui avait introduit dans les années 1820 une flûte avec des trous plus larges que ceux des modèles précédents. Cet instrument produisait des sons plus forts que les autres flûtes, et Boehm décida de créer son propre modèle d'instrument à trous larges.
En plus des trous larges, Boehm dota sa flûte d'une « aération complète », c'est-à-dire que toutes les clefs étaient normalement ouvertes (auparavant certaines clefs étaient fermées et s'ouvraient lorsqu'elles étaient actionnées par le flûtiste). Boehm voulait également localiser les trous de tonalité à des endroits acoustiquement optimaux sur le corps de l'instrument, plutôt qu'à des endroits facilement couverts par les doigts du musicien. Pour cela, Boehm adapta un système de clefs montées sur essieu avec une série d'« anneaux ouverts » (appelés « brille», « lunettes » en allemand, car ils ressemblaient au type de montures de lunettes courant au XIXe siècle) qui étaient montés autour d'autres trous de tonalité, de sorte que la fermeture d'un trou par un doigt pouvait également fermer une clef placée sur un deuxième trou.

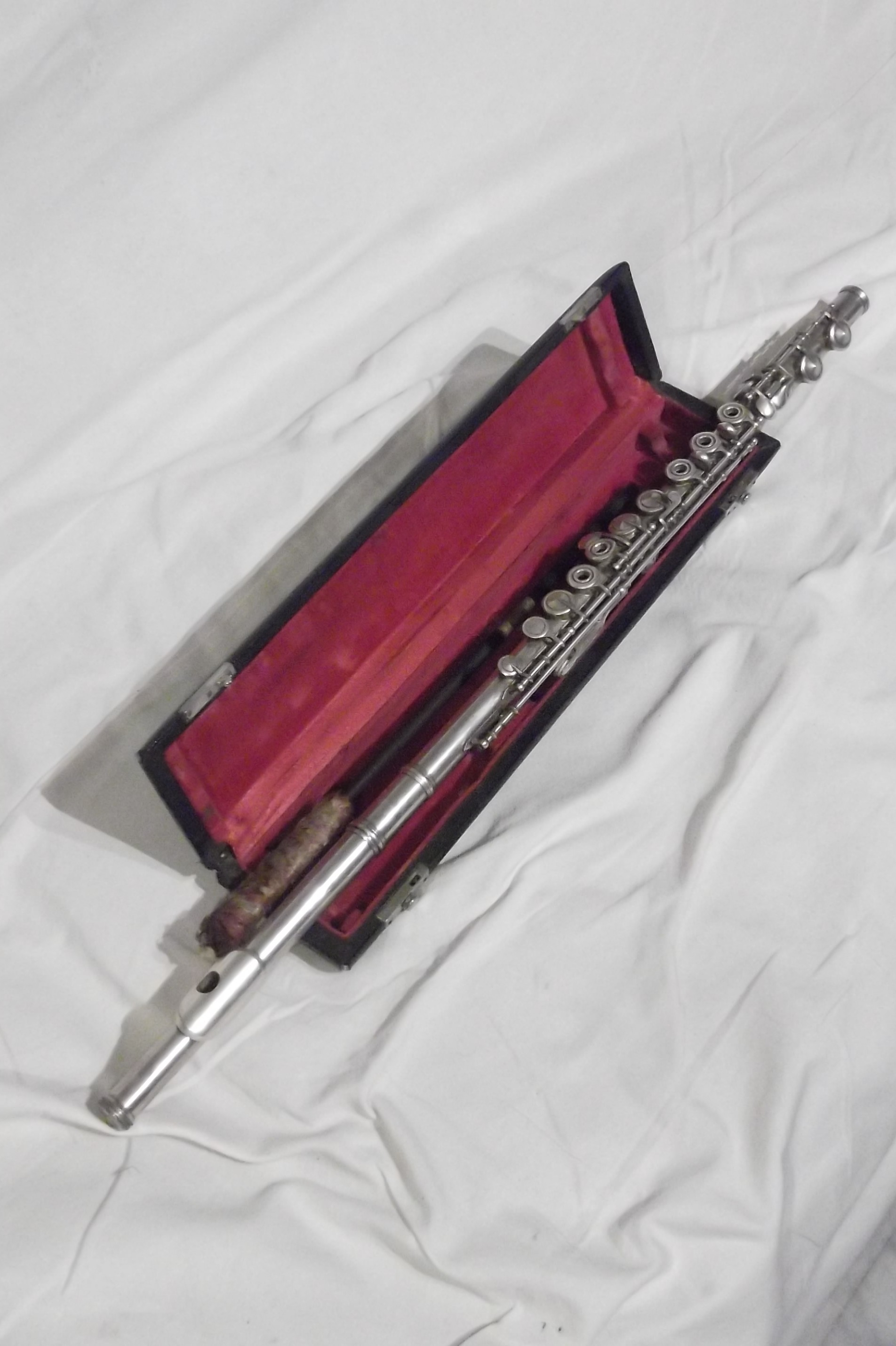
Flute traversière Djalma Julliot

En 1832, Boehm introduisit un nouveau modèle de flûte à perce conique qui rencontra un certain succès. Il continua cependant à travailler pour améliorer l'instrument. Constatant qu'un volume d'air accru produisait un son plus fort et plus clair, il remplaça la perce conique par une perce cylindrique, remarquant qu'une contraction parabolique de la perce près de l'embouchure améliorait le registre grave de l'instrument. Il constata également que la sonorité était optimale lorsque les trous de tonalité étaient trop grands pour être recouverts du bout des doigts, il mit donc au point un système de plateaux pour couvrir les trous. Ces nouvelles flûtes étaient d'abord en argent, mais Boehm produisit plus tard des versions en bois.
La flûte cylindrique de Boehm fut introduite en 1847, et l'instrument fut progressivement adopté presque universellement par les musiciens professionnels et amateurs en Europe et dans le monde entier pendant la seconde moitié du XIXe siècle. L'instrument fut adopté pour l'interprétation de musique orchestrale et de musique de chambre, d'opéra et de théâtre, d'ensembles à vent (orchestres militaires et civils) et de la plupart des autres musiques que l'on pourrait décrire de façon générale comme se rapportant à la « musique classique occidentale » (y compris, par exemple, le jazz). Les concepts du système Boehm ont été appliqués à toute la gamme des flûtes disponibles, y compris les piccolos, les flûtes alto, les flûtes basses, les flûtes piccolos, etc. ainsi que d'autres instruments à vent. Le matériau de l'instrument peut varier (beaucoup de piccolos sont en bois, certaines très grandes flûtes sont en bois ou même en PVC).

## Système Boehm pour la clarinette

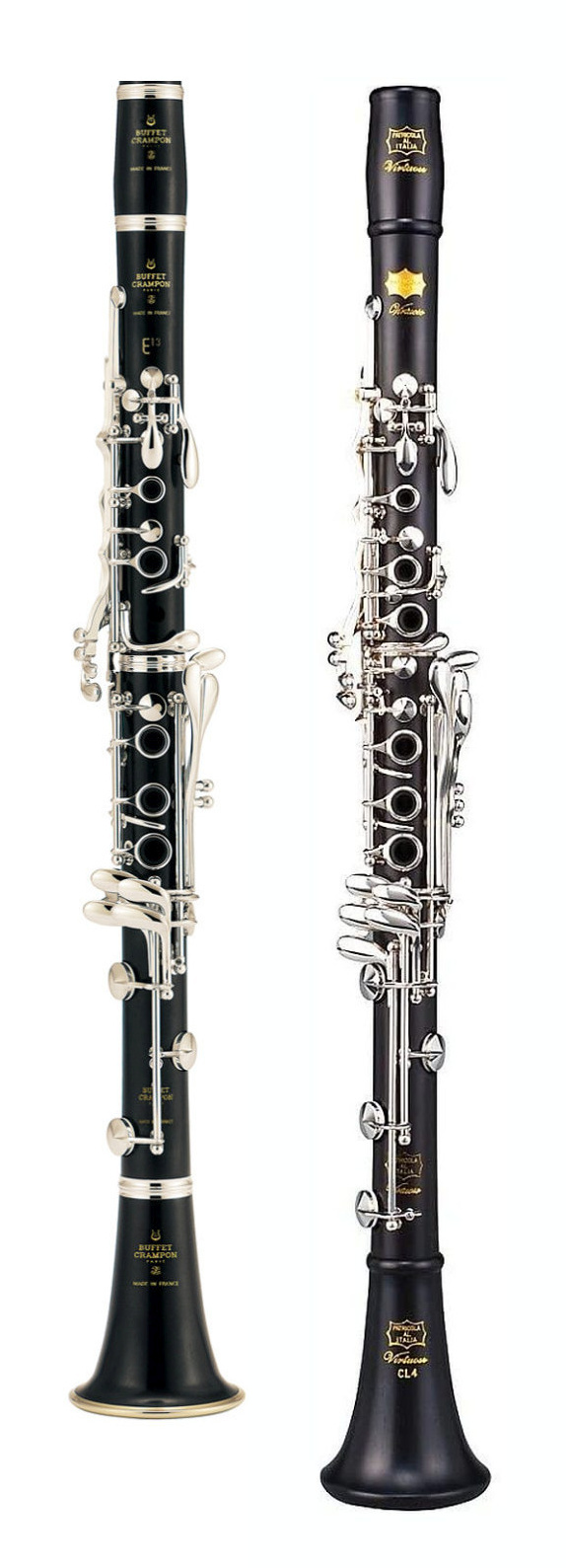
1. Clarinette système Boehm avec 17 clés et 6 anneaux
2. Clarinette système Full-Boehm au Mib, avec 20 clés, 7 anneaux et levier de Mib

Le système Boehm a été adapté à la clarinette sous le nom de « clarinette à anneaux mobiles », sans l'intervention de Theobald Boehm, entre 1839 et 1843, par Hyacinthe Klosé et Louis Auguste Buffet,,. Dans les années 1860, le nom de clarinettes « système Boehm » est définitivement utilisé. Il permet de jouer avec facilité et élégance les passages chromatiques grâce aux différents doigtés disponibles. 
Depuis les années 1930-1940, et surtout la fin de la seconde guerre mondiale, le système Boehm est universellement appliqué pour la clarinette dans le monde, excepté en Allemagne et en Autriche. 
Le système Albert, ou système simple en Angleterre, du facteur belge Eugène Albert est un autre système de clefs pour la clarinette, créé dans la deuxième moitié du XIXe siècle pour améliorer la clarinette à treize clefs d'Iwan Müller, base du système allemand (Baermann, Oehler... ). Ce système a été très diffusé aux États-Unis au début du XXe siècle par la majorité des facteurs d'instruments en dépit de ses limites face au système Boehm et reste pratiqué de nos jours dans certaines musiques traditionnelles. 

### Caractéristiques principales
Le système Boehm à anneaux mobiles se caractérise à la clarinette par trois caractéristiques principales:
- le trou du pouce gauche fermé donne la note fa du registre chalumeau (fa# en système Albert ou allemand de type Baermann) ;
- les doigts de la main gauche plus l'index droit fermés donnent la note si dans le grave du chalumeau (fa dans le registre clairon) au lieu d'un si naturel (fa# dans le clairon) pour les systèmes Albert ou Baermann) ;
- les clés des notes graves sont doublées pour les petits doigts (rouleaux ou bien doigts glissés pour les systèmes Albert ou Baermann).

La clarinette système Boehm ordinaire dispose de 17 clés et 6 anneaux.

### Évolutions du système Boehm pour clarinette
Ce système a été régulièrement amélioré mais aucune proposition n'a réellement rencontré l'adhésion des clarinettistes, notamment à cause de l'ajout de clés supplémentaires augmentant le poids et le coût de l'instrument mais également à cause de l'impact sur sa fiabilité (difficulté de réglage, fente sur le corps de la clarinette...).
On notera néanmoins:
- le système dit « Full-Boehm »[7], créé par Buffet-Crampon dans les années 1870, descendant au mi bémol grave (cela permet de transposer toutes les notes d'une clarinette en la avec une clarinette en si) et ajoutant des doigtés simplificateurs. Ce système est le plus ancien et le plus accessible des systèmes Boehm améliorés ;
  - ajout d'une clé de do# (chalumeau) / sol# (clairon) articulée avec clé de trille fa#-sol# (clairon).
  - nouveau doigté pour obtenir les notes mib (chalumeau) / sib (clairon) avec un doigté en fourche index et annulaire gauche.
  - Certaines possèdent une clé de renvoi du sol# (chalumeau) / ré# (clairon) à l'auriculaire gauche.
  - Tous les doigtés classiques d'une clarinette système Boehm normale se retrouvent en système Full-Boehm.
  - Certains doigtés de suraigu peuvent néanmoins être rendus impossibles par le do# articulé (comme le fa aigu bouché). De même, les doigtés des multiphoniques sont également impactés par une distribution différente des trous sur le corps de la clarinette.
  - Pour obtenir le do# articulé, la clé est placée sur le corps du bas au lieu de celui du haut comme sur une clarinette normale ce qui fait que le tenon comporte un trou correspondant au trou présent sur le corps du haut, les clarinettes Full-Boehm possèdent généralement un repère d'alignement des deux corps ou une butée.
  - Des clarinettes en métal existent également en système Full-Boehm.
- le « système Gomez-Boehm »[8], proche du système Full-Boehm; il est mis au point par la clarinettiste virtuose espagnol Manuel Gómez qui généralisera le système Boehm au Royaume-Uni.
- le système « demi-Boehm », proche des doigtés des saxophonistes ; ce système est reconnaissable car seule une partie des six trous d'harmonie principaux de la face supérieure sont munis d'anneaux (deux[9] ou quatre) et 17 clés. Il dispose des clés doublées pour les auriculaires ;
- le système « double Boehm »[10],[11] breveté en 1948 par l'acousticien Charles Houvenaghel, travaillant principalement pour la maison Leblanc ;
- vers 1950, le système Mazzeo (en), essentiellement utilisé pendant quelques années en Italie ;
- vers 1960, le système Marchi[10],[12] du clarinettiste Joseph Marchi facilitant l'usage du registre aigu et sur-aigu en ajoutant des clés supplémentaires, dont une clé d’harmonique (de 17e degré) sur le  barillet favorisant les harmoniques de rang 5. Ce système est basé sur une clarinette Full-Boehm ;
- le système Boehm réformé, tentative des fabricants allemands pour résister à la suprématie du système Boehm en y combinant des spécificités de clétage du système Oehler (rouleaux sur les clés de l'auriculaire droit...) ainsi qu'une perce étroite et un bec à l'allemande augmentant la sensation de résistance à la projection du son.

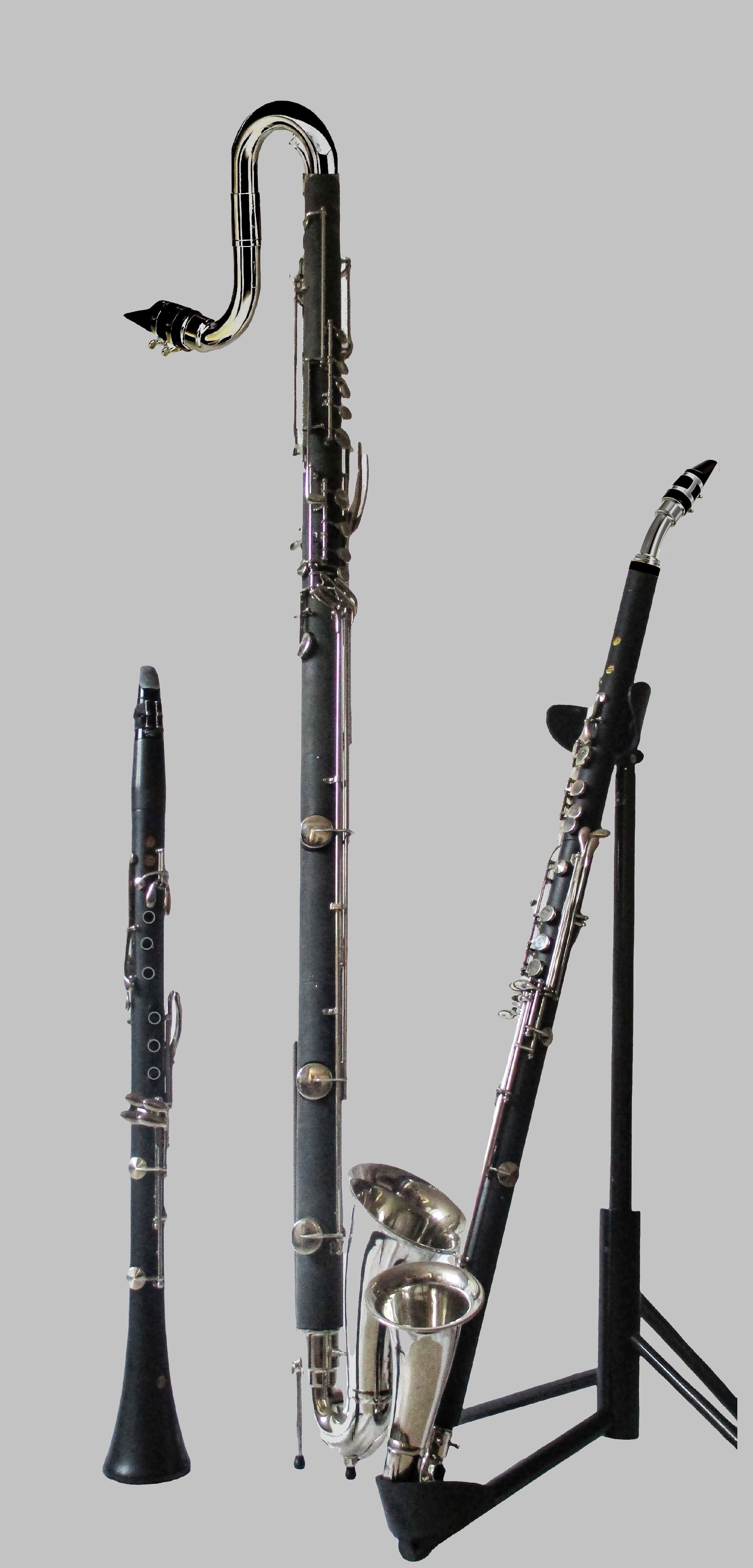
Famille de clarinettes Bohlen-Pierce : soprano, contra(bass) et ténor

- le système Bohlen-Pierce est basée sur  une gamme alternative qui divise une douzième juste (un rapport de fréquence de 3:1) en treize degrés au lieu de la gamme classique qui divise une octave (un rapport de fréquence de 2:1) en douze degrés, ce qui crée de nouveaux paysages sonores et de nouvelles expériences d'écoute dans le domaine de la musique contemporaine. Il peut être appliqué sur des aérophones à perce cylindrique à extrémité fermée, comme la clarinette et la flûte de pan, mais aussi sur des métallophones et des carillons. Un premier concert avec des clarinettes Bohlen-Pierce a eu lieu le 20 mars 2008 à l'Université de Guelph, Ontario, Canada, suivi d'un concert le 13 juin 2008 à la Hochschule für Musik und Theater Hamburg. Le système de doigté de la clarinette Bohlen-Pierce, extrêmement rare, s'inspire du système Boehm (clarinette), mais dispose de moins de clés[13],[14]. Trois modèles de clarinette en système Bohlen-Pierce existent : soprano (sans anneau), ténor (6 degrés en dessous, avec des plateaux), contralto (une douzième juste sous la soprano, avec des plateaux).

### Citation
« La clarinette est sans contredit le plus beau et le plus complet des instruments à souffle humain. Sa grande étendue et les ressources de son mécanisme lui permettent de rivaliser avec les instruments à archet. Depuis l’application des anneaux mobiles d’après le système Boehm et l’addition de clés de correspondance par Buffet et Klosé surtout, la virtuosité est devenue moins rare, presque commune : l’avantage est tellement marqué, que parmi les artistes l’ayant adoptée après avoir commencé leurs études sur l’ancienne clarinette à treize clés, pas un n’a été tenté d’y revenir. Il nous a été donné d’en consulter un certain nombre, les témoignages ont été unanimes. Avec elle, la facilité d’exécution, exceptionnelle autrefois, est devenue générale ; »

— Constant Pierre, La facture instrumentale à l’Exposition de 1889 - Notes d’un musicien sur les instruments à souffle humain nouveaux et perfectionnés (1890) 

## Système Boehm pour les autres bois
Le système Boehm a également été adapté pour un petit nombre de flageolets. Boehm a travaillé sur un système pour basson, et des hautbois d'inspiration Boehm ont été fabriqués, mais les systèmes non-Boehm restent prédominants pour ces instruments.
L'adaptation du système Boehm au hautbois a permis de faire progresser son clétage et sa perce du milieu du XIXe siècle au début du XXe siècle en dépit d'un impact sur le timbre de l'instrument ; cette version a été très jouée par les musiciens d'orchestre symphonique et de musique militaire avant d'être supplantée presque universellement par le Système 6bis (ou système Conservatoire à plateaux) de la maison F. Lorée. 
Dans les années 1920-1930, le baron Kishichiro Okura a fait adapter un clétage de flûte moderne en système Boehm sur un instrument japonais traditionnel pentatonique avec un corps en métal au lieu du bambou, le shakuhachi, dans le but de le rendre chromatique; le nom de l'invention de ce nouvel instrument de musique est appelé okraulo